# 里登
里登是德国莱茵兰-普法尔茨州的一个市镇。总面积9.10平方公里，总人口1304人，其中男性668人，女性636人（2011年12月31日），人口密度143人/平方公里。